# آنشو جین
آنشو جین (انگلیسی: Anshu Jain؛ ۷ ژانویه ۱۹۶۳ – ۱۲ اوت ۲۰۲۲) کارآفرین، بانکدار و مدیر اجرایی هند-بریتانیایی بود، که به‌عنوان مدیرعامل دویچه بانک فعالیت می‌کرد.
وی پیشینه مدیریت در بانک آمریکایی مریل لینچ را در کارنامه خود داشت. جین از مدیران ارشد شرکت ساسول نیز بود.

## مرگ
جین در ۱۲ اوت ۲۰۲۲ بر اثر سرطان معده در بریتانیا درگذشت. او ۵۹ ساله بود.